# Episodi di Glee (terza stagione)
La terza stagione della serie televisiva Glee è stata trasmessa negli Stati Uniti per la prima volta dall'emittente Fox dal 20 settembre 2011 al 22 maggio 2012.
In Italia, la stagione è andata in onda in prima visione sul canale satellitare Fox sottotitolata a 24 ore di distanza dagli Stati Uniti e doppiata la settimana seguente, dal 28 settembre 2011 al 30 maggio 2012 e in chiaro su Italia 1 dal 23 luglio 2012.
Harry Shum Jr. e Darren Criss, che interpretano rispettivamente Mike Chang e Blaine Anderson, sono promossi a regular da questa stagione. Mike O'Malley, che interpreta Burt Hummel passa da regular a guest star. Jessalyn Gilsig, che interpreta Terri Delmonico esce di scena. Ashley Fink appare solamente nel primo episodio.
Riprende il ruolo di Shelby Corcoran (madre biologica di Rachel e madre adottiva di Beth) come guest star, l'attrice Idina Menzel.
In questa stagione vengono introdotti dei nuovi personaggi, che compaiono nella serie come guest star: Vanessa Lengies con il ruolo di Sugar Motta, Grant Gustin (Sebastian Smythe) , Lindsay Pearce (Harmony), Damian McGinty (Rory Flanagan), Samuel Larsen (Joseph Hart), Alex Newell (Wade Adams). Questi ultimi quattro sono i partecipanti del The Glee Project, un reality show ideato da Ryan Murphy.
Sono presenti le special guest star: Valerie Mahaffey (Rose Pillsbury), Don Most (Rusty Pillsbury), Jeff Goldblum (Hiram Berry), Brian Stokes Mitchell (Leroy Berry), Chord Overstreet (Sam Evans), NeNe Leakes (Coach Roz Washington), Ricky Martin (David Martinez), Jonathan Groff (Jesse St. James), Matt Bomer (Cooper Anderson), Whoopi Goldberg (Carmen Tibideaux) e Gloria Estefan (Maribel Lopez).
Nella stagione sono presenti due episodi tributo a due star della musica internazionale, Michael Jackson, deceduto nel 2009 e Whitney Houston. La morte di quest'ultima è avvenuta durante la produzione della serie.

Logo della serie televisiva

| nº | Titolo originale              | Titolo italiano          | Prima TV USA      | Prima TV Italia   |
| -- | ----------------------------- | ------------------------ | ----------------- | ----------------- |
| 1  | The Purple Piano Project      | Il pianoforte viola      | 20 settembre 2011 | 28 settembre 2011 |
| 2  | I Am Unicorn                  | Sono un unicorno         | 27 settembre 2011 | 5 ottobre 2011    |
| 3  | Asian F                       | La F asiatica            | 4 ottobre 2011    | 2 novembre 2011   |
| 4  | Pot O' Gold                   | Esprimi un desiderio     | 1º novembre 2011  | 9 novembre 2011   |
| 5  | The First Time                | La prima volta           | 8 novembre 2011   | 16 novembre 2011  |
| 6  | Mash Off                      | La guerra dei Glee Club  | 15 novembre 2011  | 30 novembre 2011  |
| 7  | I Kissed a Girl               | Le elezioni              | 29 novembre 2011  | 7 dicembre 2011   |
| 8  | Hold on to Sixteen            | Crescere                 | 6 dicembre 2011   | 14 dicembre 2011  |
| 9  | Extraordinary Merry Christmas | Uno straordinario Natale | 13 dicembre 2011  | 21 dicembre 2011  |
| 10 | Yes/No                        | Sì/No                    | 17 gennaio 2012   | 25 gennaio 2012   |
| 11 | Michael                       | Michael                  | 31 gennaio 2012   | 8 febbraio 2012   |
| 12 | The Spanish Teacher           | L'insegnante di spagnolo | 7 febbraio 2012   | 15 febbraio 2012  |
| 13 | Heart                         | Cuore                    | 14 febbraio 2012  | 22 febbraio 2012  |
| 14 | On My Way                     | Sto arrivando            | 21 febbraio 2012  | 11 aprile 2012    |
| 15 | Big Brother                   | Il fratellone            | 10 aprile 2012    | 18 aprile 2012    |
| 16 | Saturday Night Glee-ver       | Saturday Night Glee-ver  | 17 aprile 2012    | 25 aprile 2012    |
| 17 | Dance with Somebody           | Addio, Whitney           | 24 aprile 2012    | 2 maggio 2012     |
| 18 | Choke                         | L'occasione di una vita  | 1º maggio 2012    | 9 maggio 2012     |
| 19 | Prom-asaurus                  | L'ultimo ballo           | 8 maggio 2012     | 16 maggio 2012    |
| 20 | Props                         | Il fattore Unique        | 15 maggio 2012    | 23 maggio 2012    |
| 21 | Nationals                     | Le nazionali             | 15 maggio 2012    | 23 maggio 2012    |
| 22 | Goodbye                       | Il giorno del diploma    | 22 maggio 2012    | 30 maggio 2012    |

## Il pianoforte viola
- Titolo originale: The Purple Piano Project
- Scritto da: Brad Falchuk
- Diretto da: Eric Stoltz

### Trama
È cominciato un nuovo anno al McKinley e Jacob intervista i ragazzi dell'ultimo anno: Finn non sa ancora cosa fare della sua vita e si fidanza con Rachel; Rachel e Kurt hanno in programma di trasferirsi a New York ed entrare alla Juilliard; Mercedes, dopo che Sam si è trasferito, ha trovato un nuovo ragazzo, Shane, un giocatore di football di colore; i genitori di Mike sono ancora indecisi se mandarlo ad Harvard o Stanford mentre Tina (che ha abbandonato il look gotico e adesso è passata a quello delle studentesse Swinging London anni 60) ed Artie sono ancora al penultimo anno; Santana e Brittany sono tornate nelle Cheerios; Lauren ha lasciato il glee club e Puck perché non più popolare mentre Quinn è entrata a far parte delle Skanks ed è diventata punk. Will, per reclutare nuovi membri, ha disposto alcuni pianoforti viola per la scuola ed ha chiesto ai ragazzi di esibirsi ogni volta che ne vedono uno. Le esibizioni dei ragazzi non riscuotono molto successo. L'unica ragazza che vuole entrare a far parte del Glee Club è Sugar Motta che però è stonata. Will si trova in difficoltà perché non vuole rifiutare uno studente ma, allo stesso tempo, non vuole pregiudicare una potenziale vittoria del gruppo. Sue ha deciso di candidarsi al congresso e, per crescere nei sondaggi, decide di schierarsi contro le arti nelle scuole pubbliche. Rachel e Kurt scoprono che la Jiulliard non ha più una sezione per i musical ma, essendo intenzionati a recarsi a New York, Emma suggerisce loro la NYADA e di recarsi all'incontro dei migliori talenti del Midwest. Lì scoprono però di non essere i soli talentuosi. Blaine decide di fare una sorpresa a Kurt trasferendosi al McKinley per stargli più vicino e si unisce alle Nuove direzioni. Sue nomina Becky e Santana co-capitani e inoltre incarica Santana di distruggere i pianoforti. Schuester se ne accorge e la caccia dal glee club. Mentre tutti i ragazzi del glee si esibiscono Quinn li guarda piangendo.
- Guest star: Iqbal Theba (Preside Figgins), Dot Jones (Shannon Beiste), Josh Sussman (Jacob Ben Israel), Lauren Potter (Becky Jackson), Bill A. Jones (Rod Remington), Earlene Davis (Andrea Carmichael), Ashley Fink (Lauren Zizes), Lindsay Pearce (Harmony), Vanessa Lengies (Sugar Motta), Lamarcus Tinker (Shane), Barbara Tarbuck (Nancy Bletheim), Carden Michael Gray (Gavroche).
- Ascolti USA: telespettatori 9.210.000 – share 18-49 anni 11%[1]

## Sono un unicorno
- Titolo originale: I Am Unicorn
- Diretto da: Brad Falchuk
- Scritto da: Ryan Murphy

### Trama
Brittany propone a Kurt di aiutarlo a dirigere la sua campagna elettorale. Will, per potersi dedicare unicamente al Glee Club, assegna la direzione del musical ad Emma, Artie ed alla coach Beiste ed istituisce un corso di "sculettamento" obbligatorio dopo le prove di canto per Puck, Kurt, Finn e Mercedes. Shelby arriva al McKinley per dirigere, sponsorizzata da Al Motta, un nuovo glee club per Sugar, che non è stata accettata nel glee club di Schuester. Sue chiede a Quinn di fare un video per la sua campagna in cui incolpa il glee club della sua condizione attuale, inoltre Shelby la invita a far parte della vita della bambina non appena si rimetterà in sesto. Rachel viene aiutata da Shelby a scegliere la canzone da cantare all'audizione per la parte di Maria. Puck si reca a casa di Shelby per vedere la figlia. Dopo la sua audizione per il ruolo di Tony, Kurt sente i giudici dire che non è adatto per la parte del protagonista perché troppo poco virile; così chiede aiuto a Rachel per una seconda audizione che però non va per il meglio. Dopo l'audizione Kurt licenzia Brittany dalla campagna e la ragazza così convinta da Santana si candida a rappresentante. Quinn torna bionda e si riunisce al glee club, solo per riottenere in futuro la bambina. Alla fine Blaine fa l'audizione per uno dei ruoli minori ma gli viene proposta la parte del protagonista.
- Guest star: Idina Menzel (Shelby Corcoran), Mike O'Malley (Burt Hummell), Iqbal Theba (Preside Figgins), Dot Jones (Shannon Beiste), Lauren Potter (Becky Jackson), Vanessa Lengies (Sugar Motta), Rick Pasqualone (Al Motta).
- Ascolti USA: telespettatori 8.600.000 – 18-49 anni 10%[2]

## La F asiatica
- Titolo originale: Asian F
- Diretto da: Alfonso Gomez-Rejon
- Scritto da: Ian Brennan

### Trama
Santana torna nel Glee Club. Il padre di Mike dopo che questi ha preso un A- in chimica, che equivale a una F asiatica, gli dice che deve abbandonare il ballo, e quindi l'audizione per il musical scolastico. Mercedes si reca all'audizione per il ruolo di Maria che va così bene che i giudici decidono di fare una seconda audizione a lei e Rachel per fare poi la scelta definitiva. Brittany fa un'esibizione in palestra che incita le donne a votarla, poiché negli ultimi sette anni ci sono stati solo rappresentanti maschi. Mike entra in crisi poiché vuole seguire il suo sogno di ballare ma è costretto ad altro dal padre. Capendo che il ballo è tutto ciò che conta per lui si reca ugualmente all'audizione e dice alla madre che quello che desidera fare è ballare e lei gli dice che quando otterrà la parte lo dirà anche al padre. Mercedes stanca di essere messa sempre in secondo piano lascia il Glee Club. Will invita i genitori di Emma a cena per conoscerli; questo causa però un aggravarsi del disturbo di Emma. Rachel, dopo l'audizione, decide di candidarsi a rappresentante di classe, ferendo Kurt. A seguito dell'audizione Rachel e Mercedes vengono scelte entrambe per il ruolo di Maria, ma Mercedes rifiuta per non essere messa in ombra e per orgoglio. Alla fine i ruoli del musical vengono resi noti, Maria sarà Rachel, Tony sarà Blaine, Anita sarà Santana, l'agente Krupke sarà Kurt e Riff sarà Mike mentre Mercedes si unisce al Glee di Shelby.
- Guest star: Idina Menzel (Shelby Corcoran), Iqbal Theba (Preside Figgins), Dot Jones (Shannon Beiste), Ashley Fink (Lauren Zizes), James Earl (Azimio), Lamarcus Tinker (Shane), Valerie Mahaffey (Rose Pillsbury), Don Most (Rusty Pillsbury), Tamlyn Tomita (Julia Chang), Keong Sim (Mike Chang, Sr)
- Ascolti USA: telespettatori 8.420.000 – share 18-49 anni 10%[3]

## Esprimi un desiderio
- Titolo originale: Pot O' Gold
- Diretto da: Adam Shankman
- Scritto da: Ali Adler

### Trama
Sue rivela il budget per la produzione del musical al telegiornale, così Figgins decide di cancellare lo spettacolo. Burt decide di finanziare il musical e di candidarsi contro Sue alle elezioni. Brittany intanto ospita Rory un ragazzo irlandese arrivato con uno scambio, il ragazzo viene preso di mira dai bulli e viene ignorato da tutti a scuola così Finn decide di diventare suo amico. Mercedes convince Santana ad entrare nel glee di Shelby così da poter avere tutti gli assoli e duetti che vorrà, la ragazza accetta e convince anche Brittany a seguirla. Quinn, per riavere Beth, decide di spargere oggetti pericolosi per la casa di Shelby e chiamare i servizi sociali. Puck pentendosi del suo iniziale coinvolgimento si reca a casa della donna per togliere gli oggetti e alla fine la bacia. Rory, convinto da Finn, entra nelle Nuove direzioni.
- Guest star: Idina Menzel (Shelby Corcoran), Mike O'Malley (Burt Hummell), Iqbal Theba (Preside Figgins), Romy Rosemont (Carol Hudson-Hummell), Vanessa Lengies (Sugar Motta), Damian McGinty (Rory), Bill A. Jones (Rod Remington), Earlene Davis (Andrea Carmichael).
- Ascolti USA: telespettatori 7.470.000 – share 18-49 anni 8%[4]

## La prima volta
- Titolo originale: The First Time
- Diretto da: Bradley Buecker
- Scritto da: Roberto Aguirre-Sacasa

### Trama
Artie è stato incaricato di dirigere il musical della scuola, West Side Story, e dice ai due protagonisti, Rachel e Blaine, che la loro interpretazione di "Tonight" non è abbastanza emozionante e si chiede come possano recitare in maniera convincente se sono ancora vergini. Più tardi Artie domanda alla coach Beiste il motivo per cui ha lasciato l'auditorium non appena si è iniziato a parlare di sesso. L'allenatrice gli rivela di essere ancora vergine e confessa di essere attratta dal reclutatore di football Cooter Menkins. Artie scopre che quest'ultimo che ricambia i sentimenti della donna, ma è convinto di non piacerle perché l'allenatrice reagisce in modo molto strano ai suoi tentativi di approccio. Il ragazzo consiglia quindi a Cooter di invitare l'allenatrice Beiste a cena. Successivamente Blaine si reca alla Dalton per invitare gli Usignoli al musical e qui conosce un nuovo ragazzo, Sebastian, che inizia a provarci con lui. I due vanno in un locale e, proprio nel momento in cui Blaine dice a Sebastian di essere già impegnato, arriva Kurt. Sebastian li convince ad andare in un locale gay per passare la serata insieme. Mentre Blaine e Sebastian ballano, Kurt incontra Karofsky e questi gli rivela di essere più sereno e di sentirsi accettato dalle persone che sta frequentando. Blaine, ubriaco, tenta di copulare con Kurt che però non si lascia andare perché è rimasto deluso dal comportamento che il compagno ha mantenuto nei suoi confronti. Durante una riunione del Club della Castità, Rachel chiede alle altre ragazze se secondo loro sarebbe opportuno per lei fare il "grande passo" con Finn. Quinn le suggerisce di aspettare ancora un po' per paura che rimanga incinta come è successo a lei in passato, Santana le sconsiglia di farlo per le brutte prestazioni di Finn, mentre Tina (che rivela di aver perso la verginità con Mike durante l'estate) è convinta che, se Rachel ne è sicura, possa benissimo farlo. Rachel coglie l'occasione quando Finn la invita a cena, ma quest'ultimo si rifiuta quando scopre che Rachel ha in mente di farlo anche per migliorare la sua performance nel musical. Il padre di Mike scopre che suo figlio farà parte del musical della scuola e così decide di affrontarlo. Mike decide quindi di rompere i rapporti col padre. Nel pomeriggio viene messo in scena il musical e la performance di "America" viene apprezzata molto dal pubblico. La madre di Mike viene a vederlo e promette di appoggiare il suo sogno di ballare. Al termine dello spettacolo, Blaine si scusa con Kurt per essersi ubriacato e gli dice che non gli importa nulla di Sebastian. Kurt lo perdona e gli propone di andare a casa sua. Rachel si reca a casa di Finn per scusarsi e lui le confessa di essere preoccupato riguardo al suo futuro dopo il diploma perché Cooter ha reclutato Shane al posto suo. Lei lo rassicura dicendogli che per lei è molto speciale e che quindi è pronta per il grande passo. Blaine, Kurt e Rachel perdono la loro verginità.
- Guest star: Dot-Marie Jones (Coach Beiste), Max Adler (Dave Karofsky), Damian McGinty (Rory Flanagan), Grant Gustin (Sebastian Smythe), Eric Bruskotter (Cooter Menkins), LaMarcus Tinker (Shane Tinsley), Tamlyn Tomita (Julia Chang), Keong Sim (Mike Chang Sr.), Curt Mega (Nick).
- Ascolti USA: telespettatori 6.910.000 – share 18-49 anni 8%[5]

## La guerra dei Glee Club
- Titolo originale: Mash off
- Diretto da: Eric Stoltz
- Scritto da: Michael Hitchcock

### Trama
Puck si è innamorato di Shelby e cerca di convincerla ad iniziare una relazione con lui, ma lei rifiuta a causa della grande differenza di età e perché se qualcuno ne venisse a conoscenza, lei perderebbe il suo posto di lavoro. Quinn tenta in tutti i modi di riavere la sua bambina ed inizia ad assillare Puck. Per entrare nelle grazie di Shelby, la ragazza cerca di entrare nelle Note Moleste, ma non viene accettata dopo che Puck ha confessato a Shelby quali sono le vere intenzioni di Quinn. Sue inizia una campagna elettorale in cui cerca di diffamare Burt, e ovviamente sono tutti in disaccordo, in particolare Kurt. Il ragazzo si reca allora dalla coach e le chiede di giocare pulito ma lei gli risponde dicendo che in politica queste cose accadono e che lui dovrebbe trovare una buona causa per cui lottare dato che si è candidato come rappresentante d'istituto. Per intimorire le Nuove direzioni in vista della sfida fra i due Glee Club della scuola, Santana inizia ad offendere Finn e il ragazzo le dà appuntamento in palestra per risolvere la questione con una partita di palla avvelenata. Dopo un vero e proprio massacro a colpi di pallone, le Note Moleste si aggiudicano la vittoria; a fine partita però Santana colpisce brutalmente Rory che inizia a sanguinare dal naso. Mercedes, dopo essere venuta a conoscenza del gesto di Santana, rimprovera duramente la compagna. Santana sembra capire ma, quando si reca a porgere le scuse a Finn e a Rory, ricomincia ad offenderli. Finn allora reagisce ed afferma che Santana è una vigliacca perché non riesce ad ammettere di essere innamorata di Brittany. In seguito la ragazza è chiamata nell'ufficio di Sue dove riceve una brutta notizia: uno studente, dopo aver sentito la discussione fra lei e Finn, ha girato l'informazione ad un suo parente che l'ha sfruttata per attaccare la campagna di Sue. Nel video trasmesso alla televisione viene detto chiaramente che tra le Cheerios c'è una cheerleader lesbica. Santana, in lacrime, scappa dall'ufficio della coach Sylvester. Quando i candidati alla presidenza fanno i loro discorsi, Kurt si impegna a vietare la palla avvelenata al McKinley e si impegna anche a vietare qualsiasi altra forma di bullismo. Rachel vuole tornare amica di Kurt, per questo ritira la sua candidatura ed incita gli studenti a votare per lui. I due così tornano amici. Le Note Moleste si esibiscono in un mash-up di Adele. Dopo la canzone, Santana nota che Finn ha sussurrato qualcosa a Rachel e, credendo che lui stesse facendo commenti sulla sua omosessualità, scende dal palco e gli dà uno schiaffo sotto lo sguardo incredulo dei presenti, quando invece lui aveva solo detto che era stata brava.
- Guest star: Idina Menzel (Shelby Corcoran), Mike O'Malley (Burt Hummel), Damian McGinty (Rory Flanagan), Iqbal Theba (Sig. Figgins), Dot-Marie Jones (Coach Beiste), Vanessa Lengies (Sugar Motta), Lauren Potter (Becky Jackson).
- Ascolti USA: telespettatori 7.080.000 – share 18-49 anni 8%[6]

## Le elezioni
- Titolo originale: I Kissed a Girl
- Diretto da: Tate Donovan
- Scritto da: Matthew Hodgson e Sahdya Ramberan

### Trama
Santana rischia la sospensione e Finn la difende dicendo che lo schiaffo ricevuto faceva parte di un'esercitazione teatrale. Il giorno delle elezioni, Finn organizza una giornata in cui i due gruppi cantano canzoni scritte da donne per le donne in modo da tirare su di morale Santana. I primi ad esibirsi sono Kurt e Blaine, ma la cheerleader mantiene il suo atteggiamento cinico. Puck canta I'm the Only One, fingendo di dedicarla a Santana e a Quinn, quando in realtà è dedicata a Shelby. Quinn si accorge degli sguardi di Puck verso la docente mette alla prova il ragazzo offrendogli una notte d'amore, che il giovane rifiuta. Nel frattempo Sue, per smentire le voci sulla sua presunta omosessualità, cerca un uomo e, dopo un'accurata ricerca sulla sua rubrica (che cita addirittura il nome di David Boreanaz), trova il compagno adatto in Cooter che però ha già una relazione con l'allenatrice Beiste. La Coach, scoprendo che Sue e Cooter escono insieme, rimane delusa dall'uomo (che le dice di tenere veramente a lei, ma che da parte della donna ha ricevuto solo segni d'amicizia e non d'amore), cade dal pitbull in azione ma nello stesso tempo si accorge di esserne innamorata. Finn continua nella suo intento e canta Girls Just Wanna Have Fun a Santana, che commossa, lo abbraccia. Nel corridoio, però, la giovane incontra un ragazzo che sostiene che la sua omosessualità è dovuta al fatto che non ha trovato l'uomo giusto, le ragazze di tutta risposta cantano I Kissed a Girl. Santana, inoltre, trova il coraggio di fare coming out con i suoi genitori che la prendono bene, mentre la nonna la caccia di casa lasciandola in lacrime. Puck e Shelby intanto fanno l'amore, ma la donna subito dopo se ne pente e lo manda via. Il ragazzo per consolarsi si butta tra le braccia di Quinn (che vuole solo avere un altro bambino per cominciare una nuova vita) Puck le confessa della sua storia con Shelby. È la fine delle elezioni: Burt Hummel vince, mentre Sue arriva terza classificata; l'allenatrice Beiste si presenta nell'ufficio di Sue per sapere cosa ne sarà della sua storia con Cooter visto che l'uomo non le serve più, ma Sue dice di tenere veramente a lui e che non lo lascerà, ma l'allenatrice Beiste confessa di essere innamorata di Cooter e che non rinuncerà a lui senza lottare. Kurt viene convocato nell'ufficio del preside Figgins credendo di aver vinto le elezioni, ma in realtà viene accusato di aver vinto falsificando i voti poiché le schede elettorali sono di più degli elettori stessi, quindi rischia la sospensione. In realtà, ad aver falsificato i voti è stata Rachel che viene sospesa e per punizione non canterà alle Provinciali.
- Guest star: Idina Menzel (Shelby Corcoran), Mike O'Malley (Burt Hummel), Damian McGinty (Rory Flanagan), Iqbal Theba (Sig. Figgins), Dot-Marie Jones (Coach Beiste), Vanessa Lengies (Sugar Motta), Lauren Potter (Becky Jackson), Josh Sussman (Jacob Ben Israel), Ivonne Coll (Abuela Lopez), Eric Bruskotter (Cooter Menkins), Jim Gleason (Dottore), Jan Hoag (Roberta), David Wilson Page (Josh Coleman), Mary Gillis (Signora Hagberg).
- Ascolti USA: telespettatori 7.900.000 – share 18-49 anni 8%[7]

## Crescere
- Titolo originale: Hold On to Sixteen
- Diretto da: Matthew Morrison
- Scritto da: Ross Maxwell

### Trama
Quinn sa che Shelby e Puck vanno a letto insieme e minaccia Shelby di dirlo a Figgins cosicché le Note Moleste perderanno le provinciali e lei riavrà la bambina. Sebastian incontra Blaine e Kurt e ci prova esplicitamente con Blaine, che è dubbioso riguardo alla vittoria delle Nuove direzioni, visto l'avversione di Finn verso di lui e tutte le sue proposte. Finn è convinto che per vincere avranno bisogno dell'aiuto di Sam, va quindi a cercarlo con Rachel e scoprono che lavora in uno strip-bar. Insieme convincono i genitori di Sam a farlo tornare al McKinley. Sam propone alle Nuove direzioni di puntare sul loro sex appeal maschile per vincere ma Blaine non è d'accordo e scoppia quasi una rissa. Finn decide di collaborare con Blaine. Mike intanto vorrebbe entrare ad una accademia di ballo dopo il liceo e Tina per aiutarlo va parlare con i suoi genitori. Mike si rende conto che se ballerà ancora il rapporto con il padre si sfascerà perciò decide di iscriversi a Stanford. Tina si arrabbia perché non vuole lottare per la sua passione. Alle provinciali partecipano per primo il gruppo di Harmony, la ragazza incontrata da Kurt e Rachel alla riunione dei ragazzi che vogliono iscriversi alla NYADA, poi le Note Moleste che si esibiscono con un mash-up tra Survivor e I Will Survive ed infine le nuove direzioni che cantano ABC, Control e Man In the Mirror. Il padre di Mike insieme alla moglie viene a vederlo e rendendosi conto che il figlio ama ballare gli permette di seguire il suo sogno. Mike ringrazia Tina in quanto è anche merito suo se il padre si è convinto e i due fanno pace. Alla fine il gruppo di Will riesce a vincere e Quinn decide di non dire a Figgins di Puck e Shelby, inoltre convince Mercedes, Brittany, Santana e Sugar a tornare nelle Nuove direzioni. Le quattro ritornano nel gruppo durante l'esibizione di We Are Young, alla quale partecipa anche Rachel, poiché la sua sospensione è finita.
- Guest star: Idina Menzel (Shelby Corcoran), Chord Overstreet (Sam Evans), John Schneider (Dwight Evans), Damian McGinty (Rory Flanagan), Vanessa Lengies (Sugar Motta), Keong Sim (Mike Chang Senior), Tanya Clarke (Mary Evans), Lindsay Pearce (Harmony), Grant Gustin (Sebastian Smythe)
- Ascolti USA: telespettatori 7.110.000 – share 18-49 anni 8%[8]

## Uno straordinario Natale
- Titolo originale: Extraordinary Merry Christmas
- Scritto da: Marti Noxon
- Diretto da: Matthew Morrison

### Trama
Il Glee si dedica alla preparazione dell'albero di Natale. Rory sarà solo a Natale, poiché i suoi genitori non possono andare a fargli visita, il ragazzo dedica loro una canzone. Sam lo invita a passare le feste con lui. Rachel ha capito che deve dare dei suggerimenti a Finn per il regalo, così si presenta con una lista. Finn si presenta con una foto di un facocero adottato a distanza. Sue convoca nel suo ufficio Kurt, Blaine e Artie perché gli offre di esibirsi con le Nuove direzioni per i senza tetto. I ragazzi accettano, ma Will annuncia che le Nuove direzioni sono stati scelti per partecipare ad uno speciale natalizio live per la TV locale. Rachel canta la sua ballad romantica, ma il regista Artie ha una visione super allegra del Natale, Sam e Quinn si auto eliminano. Ma lo spettacolo è lo stesso giorno dell'evento con i senzatetto e Sue è molto delusa. Il live TV è semplicemente delizioso, ma ispirati da Rory, il gruppo decide di finirlo prima per andare a cantare al rifugio. Rachel dice a Finn che ha apprezzato il facocero e l'ha chiamato Barbra. Finn, però, le ha comprato un nuovo regalo, una stella, chiamata Finn e un paio di orecchini. Rachel decide che è arrivato il momento di fare del bene e dare al prossimo i regali avuti. Così Finn e Rachel vanno ad aiutare Sam e Rory a raccogliere fondi per beneficenza.
- Guest star: Chord Overstreet (Sam Evans), Damian McGinty (Rory Flanagan), E.E. Bell (Don Barowski)
- Ascolti USA: telespettatori 7.130.000 – share 18-49 anni 8%[9]

## Sì/No
- Titolo originale: Yes/No
- Scritto da: Brad Falchuk
- Diretto da: Eric Stoltz

### Trama
Will vuole chiedere ad Emma di sposarlo e coinvolge le Nuove direzioni per trovare una canzone per proporglielo; Emma lo vuole fortemente, soprattutto dopo la notizia del matrimonio tra l'allenatrice Beiste e l'osservatore di football Cooter, ma i genitori di Emma non sono d'accordo, i quali, dopo essere stati chiamati da Will per chiedergli il permesso di sposare la loro figlia, dicono che Emma non sarebbe capace di crescere un figlio a causa del suo disturbo ossessivo compulsivo. Becky ha una cotta per Artie, ma quest'ultimo la vede solo come un'amica e dopo una "strana proposta" da parte di Becky, Artie decide di confessarle ciò che pensa. Becky dopo questo avvenimento è distrutta, ma viene inaspettatamente consolata da Sue con grande affetto. Sam entra nella squadra di nuoto sincronizzato per riconquistare Mercedes. I ragazzi propongono al professor Schuester "Moves like Jagger" in un mashup con "Jumpin' Jack Flash", ballata dallo stesso professore, le ragazze propongono "The first time ever I saw your face" rappresentata con dei flashback che raffigurano i primi incontri di Rachel, Tina, Santana e Mercedes con le persone che amano ed infine Rachel propone "Without You" dedicandola a Finn. Quest'ultimo vuole entrare nell'esercito, ma scopre che suo padre non è morto in guerra, ma per un'overdose, infatti era stato congedato con disonore. Dopo diverse canzoni proposte dai ragazzi, Will, grazie ad un'idea di Sam, chiede ad Emma di sposarlo con un'esibizione di nuoto sincronizzato da parte delle Nuove direzioni con la canzone "We Found Love". Alla fine Finn, dopo il turbamento per la notizia del padre, invita Rachel nel luogo dove si erano dati il primo bacio e lì le chiede di sposarlo.
- Guest star: Mike O'Malley (Burt Hummel), Dot-Marie Jones (Coach Beiste), Romy Rosemont (Carol Hudson-Hummell), Chord Overstreet (Sam Evans), NeNe Leakes (Coach Roz Washington), Lauren Potter (Becky Jackson), Damian McGinty (Rory Flanagan), Vanessa Lengies (Sugar Motta), LaMarcus Tinker (Shane Tinsley), Don Most (Rusty Pillsbury), Valerie Mahaffey (Rose Pillsbury).
- Ascolti USA: telespettatori 7.500.000 – share 18-49 anni 8%[10]

## Michael
- Titolo originale: Michael
- Scritto da: Ryan Murphy
- Diretto da: Alfonso Gomez-Rejon

### Trama
Dopo la vittoria alle provinciali contro le Note Moleste, le nuove direzioni pensano di interpretare una canzone di Michael Jackson alle regionali. Blaine si esibisce con la canzone "Wanna Be Startin' Somethin'" prima in corridoio e in biblioteca e poi in auditorium. Finn ricorda a Rachel della sua proposta di matrimonio e lei risponde che ci deve ancora pensare, lui rimane deluso, ma non lo fa notare. Al bar Kurt, Rachel, Santana e Artie scoprono che Blaine aveva detto a Sebastian della loro scaletta alle regionali, proprio da Sebastian stesso, e dice anche che Michael sarà anche nella loro scaletta, le Nuove Direzioni allora se la prendono subito con Blaine, ma vengono calmate da una domanda di Will "Cosa farebbe Michael Jackson?" e rispondono che lui avrebbe lottato, ed è proprio quello che faranno, infatti si esibiscono per strada contro gli Usignoli con la canzone "Bad", ma finisce che Blaine si becca una granita corretta in faccia indirizzata a Kurt. Il giorno dopo sono tutti in ansia per Blaine, che si deve operare all'occhio. Artie dopo un litigio con il professore si immagina una performance di "Scream" insieme a Mike, dopo di che esce dalla classe. Rachel confessa a Quinn della proposta di matrimonio di Finn, per chiederle qualche consiglio, e lei le risponde che deve lasciarlo e che deve pensare a crearsi un altro futuro, e le confessa anche lei un segreto, è stata accettata a Yale, dopo la ragazza si esibisce in "Never Can Say Goodbye" dedicata ai suoi ex fidanzati, e dà anche alle Nuove Direzioni la notizia di Yale. Sam dice a Mercedes di venire in auditorium, e dopo vari tentennamenti da parte di lei, entrambi si esibiscono in "Human Nature" e alla fine si baciano. Kurt scopre che è stato ammesso alle finali della NYADA ma scopre anche che a Rachel non è stata inviata nessuna lettera; a casa di Blaine Rachel Finn e Kurt cantano per lui "Ben". Rachel e Finn cantano insieme "I Just Can't Stop Loving You" e Rachel dice a Finn che lo vuole sposare e lui le mette l'anello. Santana scopre che Kurt sta soffrendo molto per ciò che è successo a Blaine e che vorrebbe farla pagare a Sebastian, allora Santana dopo avergli detto qualche parola accattivante, si esibisce con lui in "Smooth Criminal" riuscendo a incastrarlo così lui confessa di aver messo del sale grosso nella granita. Lei registra tutto e lo fa sentire alle Nuove Direzioni, ma Kurt dice che non è questa la vendetta che desidera, e dopo aver invitato gli Usignoli in auditorium, le Nuove Direzioni si esibiscono in "Black or White" e dicono agli Usignoli che non diranno niente riguardo al sale nella granita, e aggiungono che non canteranno Michael alle regionali. Alla fine Rachel scopre di essere stata ammessa alle finali della NYADA, ma Kurt le toglie il buon umore chiedendole se lo avesse già detto a Finn. 
- Guest star: Mike O'Malley (Burt Hammel), Chord Overstreet (Sam Evans), Damian McGinty (Rory Flanagan), Grant Gustin (Sebastian Smythe).
- Ascolti USA: telespettatori 9.070.000 – share 18-49 anni 10%[11]

## L'insegnante di spagnolo

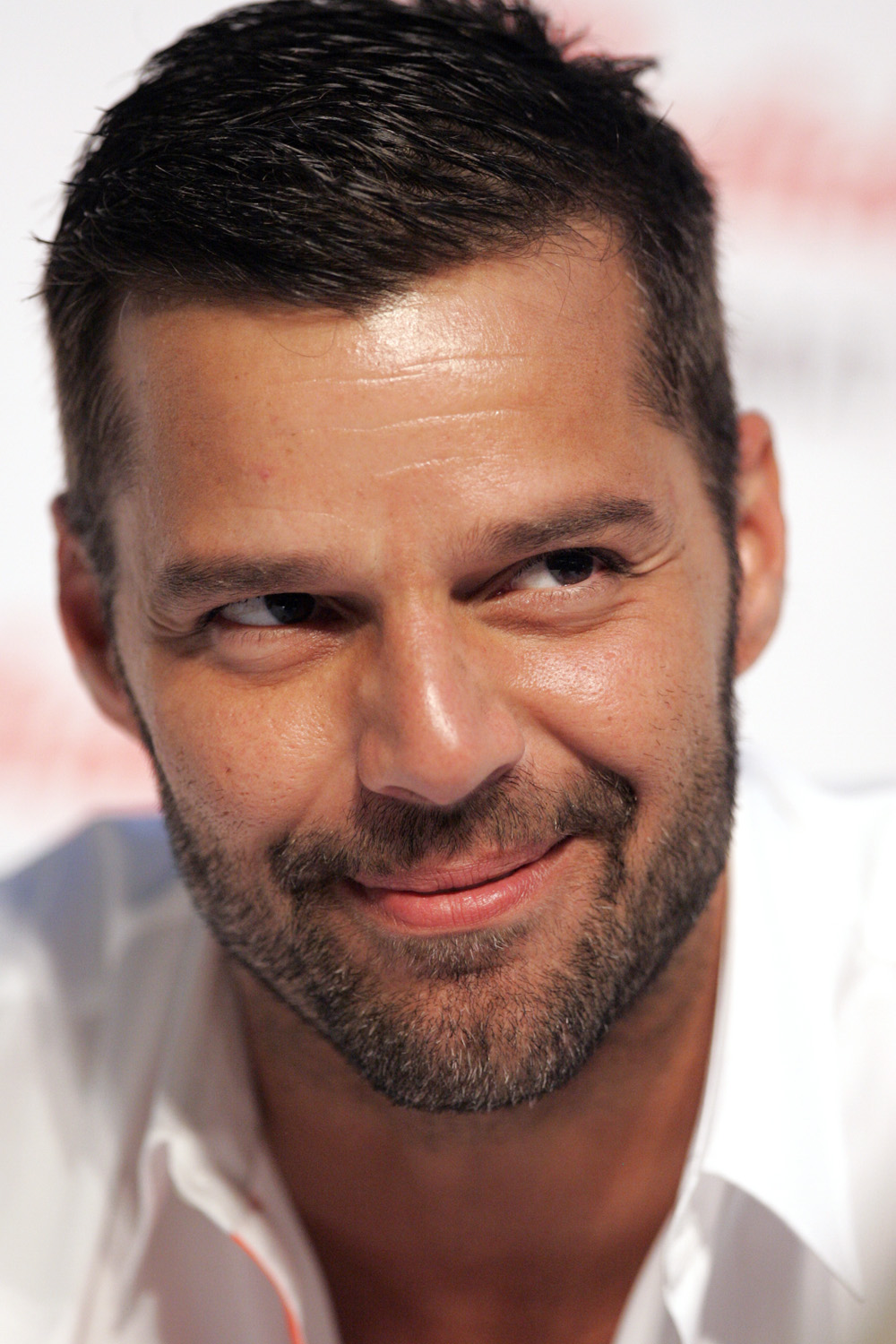
Ricky Martin interpreta David Martinez.

- Titolo originale: The Spanish Teacher
- Diretto da: Paris Barclay
- Scritto da: Ian Brennan

### Trama
Le abilità di Will nell'insegnare lo spagnolo vengono messe in discussione. Per mantenere il posto, l'insegnante decide di frequentare un corso serale di spagnolo, in cui fa amicizia con l'insegnante di origine cilena, David Martinez. Will, volendo ottenere un posto vacante nella scuola per metter su famiglia con Emma, invita David a fare una lezione al Glee Club. Il giorno dopo, scopre che Sue vuole avere un figlio con la fecondazione artificiale, e quest'ultima gli propone di donare a lei il suo sperma per avere un figlio. Inoltre, anche Sue vuole il posto vacante di storia. Il giorno seguente, Sue scopre che Figgins vuole affidare al coach Washington (di nuoto sincronizzato) il posto di allenatore delle Cheerios. Intanto, Will dà il compito ai ragazzi di esibirsi in pezzi scritti o cantati da artisti latinoamericani, o in pezzi con strofe cantate sia in inglese sia in spagnolo. Intanto Mercedes e Sam, non riescono a capire cosa succede tra di loro, ed Emma consiglia loro di non parlare per una settimana a cominciare proprio da quel momento. Nell'allenamento dei Cheerios, Sue rivela al coach Washington di volere un figlio, ma ella, le dice chiaro e tondo che lei non potrà avere un figlio e che perderà il posto come coach di cheerleader. La sera, Rachel confida a Mercedes e a Kurt che Finn la vuole sposare ma i due le consigliano di aspettare. Il giorno dopo Emma chiede a Sue perché vuole un figlio da Will e lei le risponde che voleva una vita bella per suo figlio e che Will, con il suo carattere buono e generoso, poteva lasciare in eredità a suo figlio queste due caratteristiche. La mattina seguente, Kurt cerca di convincere Finn di andare in un'università vicino a Manhattan, per mantenere un buon rapporto con Rachel. Inoltre cerca di convincerlo a non sposare la ragazza perché ritiene che sia ancora troppo presto, ma Finn rifiuta di ascoltarlo e continua ad allenarsi. Il giorno dopo Sue accusa Santana di aver fatto reclamo a Figgins ed esce fuori la storia dell'imminente bambino di Sue, dove Santana si meraviglia facendo andare su tutte le furie l'allenatrice di cheerleader. La sera Emma cerca di conversare con Will che, preso dall'ansia da prestazione, la respinge facendola arrabbiare. Il giorno seguente, dopo la penosa performance di Will, Santana confessa all'insegnante di aver fatto lei reclamo al preside e di essere molto infastidita dall'ignoranza di Will, ma gli confessa anche che lui le ha insegnato molto e che non dovrebbe buttare la sua vita facendo qualcosa che non ama fare. La sera, infatti, Will procura il lavoro di insegnante di spagnolo a David e lui incomincia a insegnare storia. La puntata finisce con la pace fra Will ed Emma e con la scelta di Mercedes, che lascia il fidanzato Shane ma decide di non stare neanche con Sam, nonostante lo vorrebbe, per paura di far soffrire anche lui.
- Guest Star: Ricky Martin (David Martinez), Iqbal Theba (Preside Figgins), Dot Jones (Shannon Beiste), Chord Overstreet (Sam Evans), NeNe Leakes (Coach Roz Washington), Damian McGinty (Rory Flanagan), Vanessa Lengies (Sugar Motta), Lauren Potter (Becky Jackson), LaMarcus Tinker (Shane Tinsley), Mary Gillis (Signora Hagberg), John Marshall (Chili), Roger Keller (Bill), Brenda Ballard (Stephanie).
- Ascolti USA: telespettatori 7.810.000 – share 18-49 anni 9%[12]

## Cuore
- Titolo originale: Heart
- Diretto da: Brad Falchuk
- Scritto da: Allison Adler

### Trama
È San Valentino e il professor Schuester dice alla classe di non avere il denaro sufficiente per far partecipare il Glee Club alle regionali. Allora Sugar dà i soldi che servono ed annuncia che darà una festa di San Valentino alla quale sono tutti invitati. Intanto, Rachel e Finn trovano un biglietto che dice loro di andare in auditorium, dove là ad aspettarli ci sono i padri di Rachel, che fanno i complimenti ad entrambi per il matrimonio, ed è anche un modo per conoscere Finn, che si sente molto in imbarazzo. Nello squadrone di Dio c'è un nuovo membro Joe, un tipo con tatuaggi rasta e sandali; il club ha in mente di cantare canzoni per gli innamorati. Kurt scopre di avere un ammiratore segreto: all'inizio pensa a Blaine, ma non sa effettivamente chi sia. Artie e Rory scoprono di essere innamorati di Sugar, e lottano fino a che non vince Artie con regali di San Valentino, ma Sugar cambia idea quando scopre che Rory presto dovrà tornare a casa. Il preside Figgins sgrida Santana e Brittany per i loro baci in pubblico. Intanto al Glee club Rachel e Finn annunciano la loro intenzione di sposarsi, la maggior parte dei componenti sono in disaccordo, ma non si lasciano scoraggiare. Nel cortile della scuola il club della castità canta "Stereo heart" a Rachel, da parte di Finn, e Santana chiede loro di fare la stessa cosa per Brittany; però loro non sanno se farlo o no, soprattutto il nuovo arrivato Joe. Sam dà a Mercedes una scatola di cioccolatini, e lei gli dice che ha lasciato il fidanzato, ma dopo si esibisce al Glee Club con "I will always love you" e Sam va via in lacrime. 
A casa Berry, Rachel e Finn, dopo una canzone dei suoi padri, litigano furiosamente, ma fanno subito la pace. Kurt scopre che il suo ammiratore segreto è Dave Karosky, e dopo aver parlato un po' se ne va. Alla festa di Sugar il club canta la canzone per Brittany, dove alla fine Brittany e Santana si baciano.
- Guest star: Jeff Goldblum (Hiram Berry), Brian Stokes Mitchell (Leroy Berry), Mike O'Malley (Burt Hummel), Iqbal Theba (Preside Figgins), Chord Overstreet (Sam Evans), Romy Rosemont (Carole Hudson-Hummel), Max Adler (Dave Karofsky), Damian McGinty (Rory Flanagan), Vanessa Lengies (Sugar Motta), Samuel Larsen (Joseph Hart), Lamarcus Tinker (Shane Tinsley), Aaron Hill (Nick), Naya Rivera (Santana Lopez), Heather Morris (Brittany S Pierce).
- Ascolti USA: telespettatori 6.990.000 – share 18-49 anni 8%[13]

## Sto arrivando
- Titolo originale: On My Way
- Diretto da: Bradley Buecker
- Scritto da: Roberto Aguirre-Sacasa

### Trama
Quinn torna a far parte delle Cheerios. Sebastian diventa sempre più cattivo, arrivando a ricattare Rachel con una foto che ritrae Finn nudo, chiedendole di non cantare alle regionali, oppure avrebbe postato la foto su Internet e chiunque avesse cercato Finn Hudson si sarebbe imbattuto in quella foto. La ragazza all'inizio è impaurita, ma alla fine decide di cantare comunque alle regionali. Dopo il giorno di San Valentino, nella nuova scuola Karosky viene preso in giro, e sul suo armadietto viene scritta la parola "frocio". Il ragazzo sconvolto e in lacrime tenta il suicidio, fallendo grazie ad un intervento all'ultimo minuto di suo padre. Dopo la notizia i professori del liceo, in particolare Will e la Coach Silvester, rimangono sconvolti. Will si riunisce in cerchio con l'intero Glee Club, raccomandando loro di vivere a pieno ogni giorno della vita. Kurt va in ospedale a trovare Dave, e insieme decidono che lui deve vivere, avere una vita, un compagno e dei figli, e gli fa promettere di non mollare contro le avversità che l'omosessualità può portare. Alla fine Sebastian, pentito delle sue azioni, si scusa e decide di non cantare Michael alle regionali. Difatti "Le nuove direzioni" vincono, cantando prima un mash-up tra "Fly" e "I Believe I Can Fly", per poi concludere con "What Doesn't Kill You (Stronger)" e "Here's to Us". Sue rimane tra il pubblico felice di assistere alla bellissima esibizione del Glee Club del suo liceo, impegnandosi ad aiutarli alle nazionali per vincere. Finn e Rachel, allora, seguendo il consiglio del professor Schuester, decidono di anticipare le nozze a subito dopo le regionali.
Quinn, saputa questa decisione, si scusa con Rachel per essere stata così avversa al suo matrimonio e si propone per fare la damigella e, ovviamente, la ragazza accetta, entusiasta.
I padri di Rachel, Burt e la mamma di Finn, sono contrari al matrimonio dei figli e organizzano un piano per farlo fallire. Mentre Quinn è in macchina che guida per arrivare al matrimonio, Rachel invia un messaggio a Quinn chiedendole di sbrigarsi, ma quest'ultima per rispondere si distrae e viene travolta da un furgone.
- Guest star: Jeff Goldblum (Hiram Berry), Brian Stokes Mitchell (Leroy Berry), Mike O'Malley (Burt Hummel), Iqbal Theba (Preside Figgins), Dot Jones (Shannon Beiste), Chord Overstreet (Sam Evans), Romy Rosemont (Carole Hudson-Hummel), Max Adler (Dave Karofsky), Grant Gustin (Sebastian Smythe), Vanessa Lengies (Sugar Motta), Damian McGinty (Rory Flanagan), Samuel Larsen (Joseph Hart), Daniel Roebuck (Paul Karofsky), Aaron Hill (Nick).
- Ascolti USA: telespettatori 7.460.000 – share 18-49 anni 8%[14]

## Il fratellone
- Titolo originale: Big Brother
- Diretto da: Eric Stoltz
- Scritto da: Michael Hitchcock

### Trama
Quinn torna a scuola ma dovrà stare per un po' di tempo sulla sedia a rotelle. Rachel si sente molto in colpa per ciò che le è accaduto e cerca di chiederle scusa in ogni modo, ma Quinn le dice che è colpa della sua distrazione alla guida.
A Sue viene detto che l'allenatrice del club di nuoto diventerà la co-allenatrice delle Cheerios, perché la sua gravidanza potrebbe compromettere il lavoro di tutta la squadra (l'ultima volta avevano perso sponsor per causa di Sue, che si era dovuta recare dal medico a causa di un ritardo), allora lei chiede al preside di poter allenare il Glee club per vincere i soldi del primo premio per la scuola, e il preside accetta. Quando Sue mostra la sua cattiveria nell'allenare le Nuove direzioni Will si arrabbia, ma lei ribatte che è il suo metodo e che non lo cambierà. Al McKinley arriva Cooper, il fratello maggiore di Blaine, che si crede un attore anche se ha fatto solo una pubblicità e qualche provino, ed è molto amato da Sue e da tutto il Glee club. Sue lo invita al Glee per insegnare ai ragazzi i trucchi del mestiere, ma Blaine e Cooper non sono molto uniti come fratelli e a Blaine dà fastidio il fatto che il fratello si monti la testa. A Sue comunicano che il bambino sarà una femmina, ma che avrà qualche problema. Artie insegna a Quinn ad andare sulla sedia a rotelle con un po' più di semplicità, ma lei si trova male lo stesso e cerca di convincerli che è una paralisi temporanea. Joseph le parla e le dice che prega per lei non perché guarisca ma perché accetti la sua situazione e lei capisce che potrebbe entrare nel Glee club, presentandolo subito ai ragazzi. Rachel e Finn hanno un litigio perché quest'ultimo pensa di andare in California con Puck a cercare un lavoro per mantenere Rachel, suggerendole di fare provini a Hollywood, ma lei non accetta in quanto il suo sogno è recarsi a New York. Finn si arrabbia e se ne va, domandandole se sia realmente innamorata di lui o di un suo stereotipo immaginario che l'accontenta sempre.
- Guest star: Dylan Sprayberry (Cooper Anderson da giovane), Matt Bomer (Cooper Anderson), Iqbal Theba (Preside Figgins), NeNe Leakes (Coach Roz Washington), Chord Overstreet (Sam Evans), Damian McGinty (Rory Flanagan), Samuel Larsen (Joseph Hart), Vanessa Lengies (Sugar Motta), Lauren Potter (Becky Jackson), Fay Hauser (Dottoressa).
- Ascolti USA: telespettatori 6.760.000 – share 18-49 anni 8%[15]

## Saturday Night Glee-ver
- Titolo originale: Saturday Night Glee-ver
- Diretto da: Bradley Buecker
- Scritto da: Matthew Hodgson

### Trama
Preoccupato dei ragazzi del Glee che non hanno ancora trovato dei sogni, Will incarica il gruppo di ragazzi a cantare una delle canzoni de La febbre del sabato sera, in modo da incoraggiarli a trovare la loro aspirazione. Kurt e Mercedes aiutano Wade (interpretato da Alex Newell), la nuova stella dei Vocal Adrenaline, a realizzare la sua performance alle regionali, vestito da donna. Nel frattempo, Sam aiuta Mercedes a realizzare il suo sogno di diventare una star, e Brittany pubblica su YouTube il video in cui amoreggia con Santana per renderla famosa, Finn vedendo "La febbre del sabato sera" si ispira a Tony (protagonista del film) e decide di voler diventare un attore e di trasferirsi a New York con Rachel.
- Guest star: Chord Overstreet (Sam Evans), Jonathan Groff (Jesse St. James), Alex Newell (Wade Adams), Samuel Larsen (Joseph Hart), Lauren Potter (Becky Jackson)
- Ascolti USA: telespettatori 6.230.000 – share 7%[16]

## Addio, Whitney
- Titolo originale: Dance with Somebody
- Diretto da: Paris Barclay
- Scritto da: Ross Maxwell

### Trama
L'episodio si apre con Mercedes, Santana, Rachel e Kurt che rendono omaggio alla defunta Whitney Houston.
Intanto Kurt sente che Blaine si sta allontanando e comincia a messaggiare con un ragazzo conosciuto al negozio di musica. Blaine lo scopre e gli dedica la canzone "It's Not Right but It's Okay" di Whitney Houston. Burt, il padre di Kurt confessa al figlio di non voler vederlo partire per New York. Intanto Kurt e Blaine si chiariscono con l'aiuto di Emma, e Blaine gli confessa che non vuole che parta per New York e che sta cercando di abituarsi alla sua assenza, così fanno pace. Santana e Rachel cantano "So Emotional" per le Nuove direzioni e capiscono che una volta preso il diploma non si vedranno più. L'episodio si chiude con le Nuove direzioni che cantano "My Love Is Your Love".
- Guest star: Mike O'Malley (Burt Hummel), Chord Overstreet (Sam Evans), Joel McKinnon Miller (Richard Lavender), Samuel Larsen (Joseph Hart), Justin Castor (Chandler Kiehl)
- Ascolti USA: telespettatori 6.900.000 – share 18-49 anni 8%[17]

## L'occasione di una vita
- Titolo originale: Choke
- Diretto da: Michael Uppendahl
- Scritto da: Marti Noxon

### Trama
Rachel e Kurt si stanno preparando all'audizione per entrare alla NYADA, Kurt vuole cantare "Not the Boy Next Door" che non ha provato molto ma in cui si identifica, Rachel però gli consiglia di cantare il tema principale de "Il fantasma dell'Opera" ma all'ultimo momento Kurt cambia idea e con la sua scelta "azzardata" impressiona la talent scout Carmen Tibadeaux. Rachel canta "Don't Rain on My Parade", canzone provata e cantata da una vita, ma durante l'audizione si blocca più volte, compromettendo il suo futuro. La coach Rose Washington sente Santana, Brittany, Mercedes, Tina e Sugar scherzare sull'occhio nero della coach Beiste perciò, stranamente in accordo con Sue, affida loro il compito di cantare canzoni che parlano di violenze sensibilizzandole al tema della violenza domestica sulle donne. Durante l'esibizione delle ragazze si scopre che la coach Beiste ha mentito: l'occhio nero non se l'è procurato con il sacco da boxe, ma è stata realmente percossa dal marito, pertanto Sue la invita a stare a casa sua. L'allenatrice le racconta di essere andata a vivere da sua sorella e di aver lasciato Cooter ma in realtà la donna vive ancora a casa sua col marito. Puck vuole lasciare la scuola ma una visita di suo padre, venuto a chiedergli dei soldi per pagarsi l'affitto, lo convince a prendere il diploma; per riuscirci dovrà superare l'esame di geografia. Puck inizialmente cerca di sedurre inutilmente l'insegnante, poi con l'aiuto dei ragazzi darà il via ad una sessione di studio, ma non sarà sufficiente per superare l'esame.
- Guest star: Whoopi Goldberg (Carmen Tibideaux), Chord Overstreet (Sam Evans), Samuel Larsen (Joseph Hart), Dot-Marie Jones (Shannon Beiste), NeNe Leakes (Roz Washington), Thomas Calabro (Sig. Puckerman), Vanessa Lengies (Sugar Motta), Damian McGinty (Rory Flanagan), Eric Bruskotter (Cooter Menkins), Kathleen M. Darcy (Eleanor Doosenbury), Rebecca Staab (Sig.ra Collins)
- Ascolti USA: telespettatori 6.010.000 – share 18-49 anni 8%[18]

## L'ultimo ballo
- Titolo originale: Prom-asaurus
- Diretto da: Eric Stoltz
- Scritto da: Ryan Murphy

### Trama
Brittany organizza il ballo scolastico e il tema saranno i dinosauri. Finn e Quinn partecipano insieme al ballo, essendo tutti e due candidati come re e reginetta del ballo, oltre a Santana e altri due studenti del McKinley. Rachel arrabbiata crea l'anti ballo, insieme a Kurt, Blaine, Becky e Puck. Finn, poco prima dell'inizio della festa va in cerca di Quinn e la trova in bagno, in piedi, e litigano perché lei cerca voti per compassione. Quinn gli dice che non può capire e gli supplica di ballare un ballo insieme. I due ballano durante la performance di Love You Like a Love Song ma lui, in preda alla collera, le dice di alzarsi, e far vedere a tutti che sta mentendo. Ma lei si rifiuta e Finn decide di andare da Rachel. Una volta arrivato all'anti-ballo, Finn vede Rachel vestita col suo abito da ballo scolastico e decide che sarebbe meglio che tutti debbano passare l'ultimo ballo tutti assieme, così uno dopo l'altro vanno insieme alla festa. Al conto dei voti Santana e Quinn scoprono che quest'ultima ha vinto come reginetta, ma lei rifiuta il suo posto da regina del ballo per darlo alla sua amica Rachel, che sta passando un brutto periodo, soprattutto per il fallimento alle audizioni per la NYADA. Durante la performance di Take My Breath Away Quinn si alza in piedi e Santana la regge. L'episodio finisce con un bacio di Finn e Rachel.
- Guest star: Iqbal Theba (Preside Figgins), Chord Overstreet (Sam Evans), Samuel Larsen (Joseph Hart), Lauren Potter (Becky Jackson), Damian McGinty (Rory Flanagan), LaMarcus Tinker (Shane Tinsley), B.K. Cannon (membro del comitato del ballo), Helen Mirren (voce interiore di Becky Jackson, non accreditata)
- Ascolti USA: telespettatori 6.670.000 – share 18-49 anni 8%[19]

## Il fattore Unique
- Titolo originale: Props
- Diretto da: Ian Brennan
- Scritto da: Ian Brennan

### Trama
Dalla nascita del glee Tina, pur essendo uno dei membri originali, viene ignorata. Durante il primo anno del glee, il professor Schuester le aveva affidato un assolo ma lei non si era sentita pronta. Dopo aver abbandonato il finto balbettio durante la prima stagione e il look gotico all'inizio del nuovo anno scolastico Tina è pronta a brillare come gli altri e vorrebbe un'occasione per poter avere anche lei la sua standing ovation e non sentirsi più un oggetto di scena (in originale “Props”). Rachel è triste per aver fallito l'audizione per la NYADA. Intanto si decide la scaletta delle canzoni per le nazionali e dato che Rachel farà un assolo, Tina si ribella perché stanca di stare sempre all'ombra di Rachel. Mentre Tina sta comprando le stoffe per i costumi delle nazionali, cade in una fontana battendo la testa e quando si riprende si accorge di essere Rachel e vede tutti scambiati: Rachel è Tina, Kurt è Finn e viceversa, Blaine è Puck e viceversa, Artie è Santana e viceversa, Rory è Sam, Mercedes è Brittany, Quinn è Sugar, Mike è Joe, Schuester è Sue. Tina nei panni di Rachel canta "Because You Loved Me" e parla con Tina cioè Rachel che le consiglia di andare da Carmen Tibideaux per invitarla alle nazionali così che possa sentirla cantare. Tina torna in sé, si accorge di aver sbagliato e chiede scusa a Rachel consigliandole di andare da Madame Tibideaux per invitarla alle nazionali. Sue si accorge che i Vocal Adrenaline sono in lizza per la vittoria alle Nazionali perché hanno il così detto fattore Unique. Pensando di agire nel giusto Sue compra tantissimi oggetti di scena per abbellire le esibizioni dei ragazzi ma Will fa capire che loro stessi sono il fattore Unique e che vinceranno contando sul loro talento, non su vari oggetti di scena. Intanto Puck rifarà il test di geografia grazie alla coach Beiste che ha lasciato il marito dopo averla picchiata, e sarà promosso. Tina accompagna Rachel da Madame Tibidaux e Rachel la informa delle Nazionali a Chicago pregandola di venire per ascoltare il suo assolo e avere una seconda chance per entrare alla NYADA e viene aiutata da Tina nell'intento. Quest’ultima fa capire a Carmen che Rachel ha un talento fuori dal comune e che merita un’altra possibilità. Tina capisce che per il momento deve rimanere al suo posto in quanto parte integrante del glee e che l’anno prossimo potrà avere la sua occasione di essere la protagonista. Infine Tina e Rachel duettano sulle note di “What a Feeling” da Flashdance e le Nuove Direzioni partono per Chicago alla volta delle Nazionali.
- Guest star: Whoopi Goldberg (Carmen Tibideaux), Dot-Marie Jones (Shannon Beiste), Chord Overstreet (Sam Evans / Rory Flanagan), Samuel Larsen (Joe Hart / Mike Chang), Eric Bruskotter (Cooter Menkins), Damian McGinty (Rory Flanagan / Sam Evans), Vanessa Lengies (Sugar Motta / Quinn Fabray), Alex Newell (Wade Adams)
- Ascolti USA: telespettatori 6.090.000 – share 18-49 anni 8%[20]

## Le nazionali
- Titolo originale: Nationals
- Diretto da: Eric Stoltz
- Scritto da: Ali Adler

### Trama
È arrivato il giorno delle nazionali e a gareggiare ci sono anche i Vocal Adrenaline, capeggiati da Jessie. Le Nuove direzioni sono le prime ad esibirsi e cantando "Edge of Glory", "It's All Coming Back to Me Now" e "Paradise by the Dashboard Light". Madame Tibideaux assiste alla loro esibizione e all'assolo di Rachel. Jessie parla con lei e le dice che Rachel è la persona con più talento che lui conosca e che dovrebbe darle un'altra possibilità. Le Nuove direzioni vincono le nazionali, al secondo posto arrivano i Vocaline Adrenaline. I ragazzi tornano al liceo con il trofeo e ad aspettarli c'è tutta la scuola che si congratula con loro. Schuester ed Emma fanno finalmente l'amore. Rachel firma il suo primo autografo ad una ragazza della scuola. I ragazzi cantano "We Are the Champions" al professor Schuester che vince il premio come insegnante dell'anno.
- Guest star: Whoopi Goldberg (Carmen Tibideaux), Jonathan Groff (Jesse St. James), Rex Lee (Martin Fong), Lindsay Lohan (sé stessa), Iqbal Theba (Preside Figgins), Dot-Marie Jones (Coach Beiste), Chord Overstreet (Sam Evans), NeNe Leakes (Roz Washington), Alex Newell (Wade Adams), Damian McGinty (Rory Flanagan), Samuel Larsen (Joe Hart), Vanessa Lengies (Sugar Motta), Lauren Potter (Becky Jackson), Mary Gillis (Sig.ra Hagberg), Perez Hilton (sé stesso)
- Ascolti USA: telespettatori 6.030.000 – share 18-49 anni 7%[20]

## Il giorno del diploma
- Titolo originale: Goodbye
- Diretto da: Brad Falchuk
- Scritto da: Brad Falchuk

### Trama
È l'ultimo giorno al McKinley, e come compito della settimana Schuester annuncia che i ragazzi giovani canteranno una canzone d'addio ai diplomandi e viceversa. Rachel, Finn e Kurt decidono che appena arriveranno le lettere per le scuole scelte da loro, le apriranno insieme. Come regalo per il diploma Burt Hummel, insieme a Brittany e Tina, balla "Single Ladies" per Kurt. Mentre Kurt sembra non preoccuparsi per la relazione a distanza con Blaine, quest'ultimo ne è terrorizzato, ma Kurt lo rassicura promettendogli che non si lasceranno mai. Santana comincia a volere andare a New York visto che Mike andrà in una scuola di danza molto famosa e Mercedes andrà ad Hollywood perché ha vinto un contratto discografico. Finn sembra ancora insicuro per il suo futuro. Quinn decide di aiutare Puck per fargli superare il compito di geografia e mentre si prendono una pausa lei lo bacia; grazie a questo Puck passa l'esame e verrà promosso mentre Brittany dovrà ripetere l'anno a causa della sua media bassissima. Giunge il giorno del diploma. Arrivano anche le lettere per Finn, Kurt e Rachel, ma solo la ragazza è stata accettata. Così lei decide di rinviare all'anno dopo la NYADA per andare a New York con il ragazzo e il migliore amico. Santana riceve dei soldi dalla madre per l'università, ma che lei vorrebbe utilizzare per andare a New York. Al posto di portarla all'altare, Finn porta Rachel alla stazione dove le dice che partirà per New York. Le comunica che è entrato nell'esercito per seguire le orme del padre. Tra le lacrime i due si lasciano per il momento. Alla stazione ci sono Schuester, Emma e tutti quelli del Glee a salutarla. Rachel arriva a New York e raggiunge i padri per la sua nuova vita.
- Guest star: Gloria Estefan (Maribel Lopez), Mike O'Malley (Burt Hummel), Iqbal Theba (Preside Figgins), Dot-Marie Jones (Shannon Beiste), Romy Rosemont (Carole Hudson-Hummel), Chord Overstreet (Sam Evans), NeNe Leakes (Roz Washington), Damian McGinty (Rory Flanagan), Samuel Larsen (Joe Hart), Vanessa Lengies (Sugar Motta), Kathleen M. Darcy (Eleanor Doosenbury), Keong Sim (Michael Chang, Sr.), Tamlyn Tomita (Julia Chang), Charlotte Ross (Judy Fabray), Gina Hecht (Sig.ra Puckerman), James Lipton (sé stesso)
- Ascolti USA: telespettatori 7.460.000 – share 18-49 anni 8%[21]